# Nouria Hernandez
Pour les articles homonymes, voir Hernandez.
Nouria Hernandez, née le 13 mai 1957 à Chêne-Bougeries, est une biologiste suisse. Elle enseigne à l'Université de Lausanne, dont elle est la rectrice de 2016 à 2021.

## Biographie
Après une maturité suisse au Collège Calvin en 1976, Nouria Hernandez obtient un diplôme en biologie de l'université de Genève en 1980. Elle soutient ensuite une thèse de doctorat en biologie moléculaire sous la direction de Walter Keller à l'université de Heidelberg,, portant sur l'épissage des ARN messagers. Après l'obtention de son doctorat en 1983, elle effectue un stage post-doctoral à l'Université Yale aux États-Unis, puis elle est élue professeur à la Watson School of Biological Sciences du Cold Spring Harbor Laboratory.
En 2004, elle est engagée au Centre intégratif de génomique de l'Université de Lausanne, puis est élue en septembre 2005 professeur ordinaire à l'université, ainsi que directrice du centre, un poste qu'elle occupe jusqu'à fin 2014. En mai 2015, elle est élue rectrice de l'université de Lausanne, charge qu'elle est la première femme à occuper,. Elle prend ses fonctions le 1er août 2016.
Ses travaux de recherche portent sur la régulation de la transcription des gènes et en particulier du contrôle de la transcription par l'ARN polymérase.

## Prix et distinctions
Nouria Hernandez est lauréate du Prix Cloëtta 2007. En 2006, elle fait partie du Forum des 100
Elle est membre du comité central de l’Académie suisse des sciences naturelles de 2008 à 2014, et depuis 2013 de l'Academia Europaea